# Aardkleur

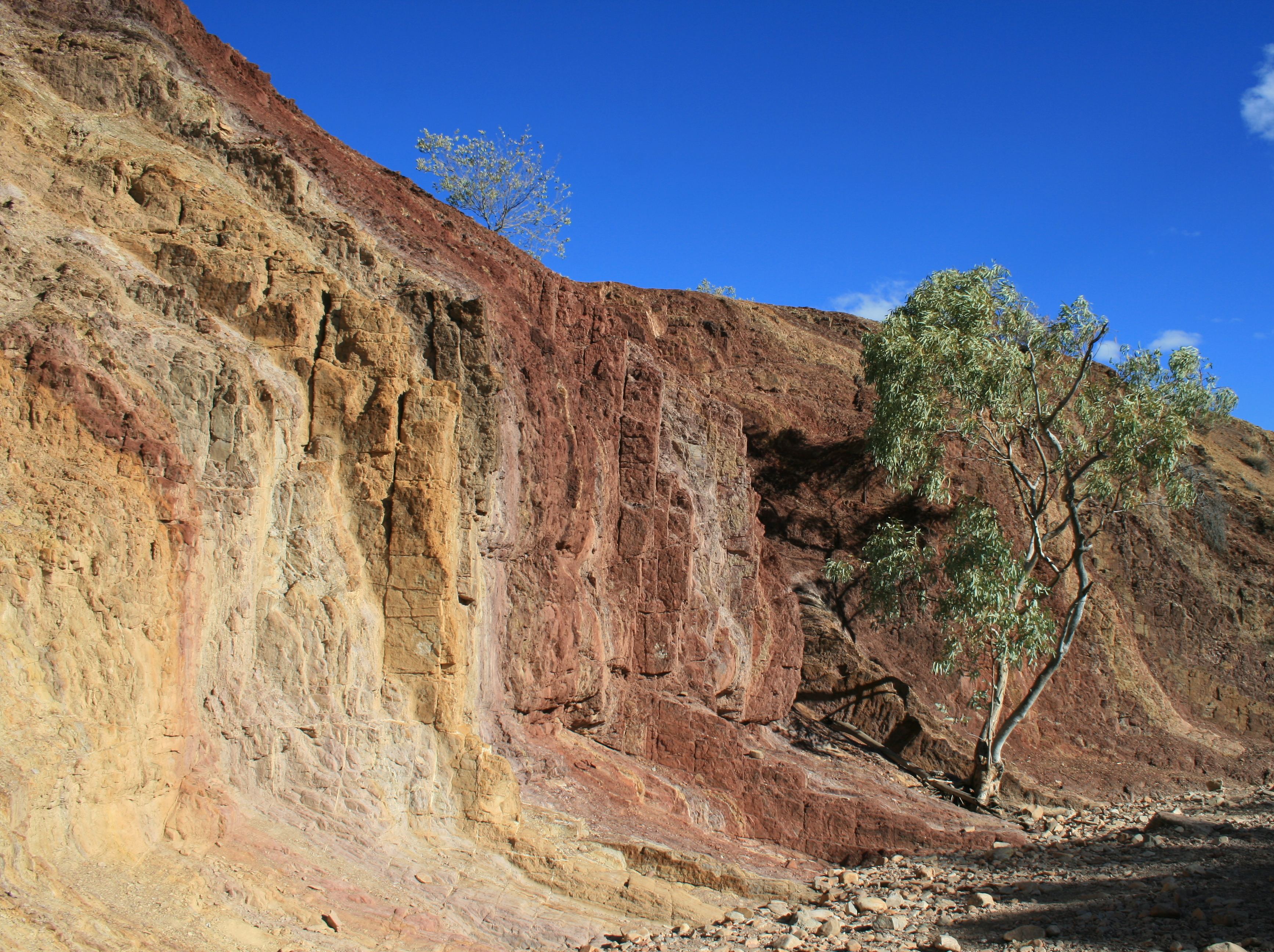
Een locatie voor het winnen van pigmenten in aardtinten door Aboriginals in Australië

Een aardkleur is een term uit de schildertechniek waarmee aangegeven wordt dat de gebruikte kleur afkomstig is van, een uit de aarde gewonnen, pigment. Aardkleuren worden veel gebruikt in schilderijen die de natuur als onderwerp hebben, omdat ze van zichzelf een natuurlijk aandoende kleur hebben. Maar met aardkleuren is het ook mogelijk om bijvoorbeeld huid goed weer te geven. Veel aardkleuren ontlenen hun kleur aan ijzeroxides of andere metaalverbindingen die veel in de bodem voorkomen.
Over het algemeen drogen aardkleuren, als ze gebruikt worden in olieverf, vrij snel. Hierdoor, en door hun neutrale tinten, worden ze vaak gebruikt in de onderschildering of in de eerste opzet van een schilderij.
Aardkleuren zijn tevens de kleuren die de prehistorische mens al heeft ontdekt en toegepast in grotschilderingen.
Voorbeelden van aardkleuren zijn: gele- en rode oker, omber, rauwe sienna en sinopia.
De kunstschilder Vincent van Gogh gebruikte in het begin van zijn carrière veel aardkleuren, zoals in zijn schilderij De aardappeleters.

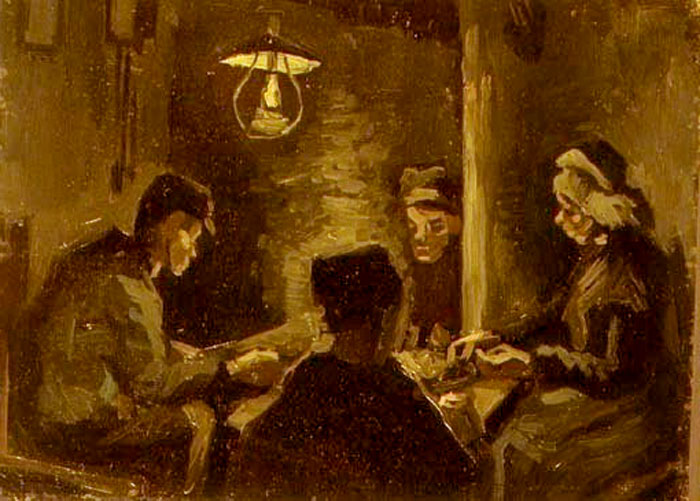
Een voorstudie van Van Gogh voor de De aardappeleters